# Unité urbaine de l'Étang-Salé
L'unité urbaine de l'Étang-Salé est une unité urbaine française centrée autour de L'Étang-Salé, dans le département et région d'outre-mer de La Réunion.

## Données générales
En 2010, selon l'INSEE, l'unité urbaine est composée de deux communes.
En 2020, à la suite d'un nouveau zonage, elle est composée des deux mêmes communes.
En 2022, avec 25 774 habitants, elle représente la 9e unité urbaine du département et région de La Réunion.
En 2019, sa densité de population s'élève à 393 hab/km2. Par sa superficie, elle représente 2,58 % du territoire départemental et, par sa population, elle regroupe 2,96 % de la population du département de La Réunion.

## Délimitation de l'unité urbaine en 2020
Elle est composée des deux communes suivantes :
| Nom                         | Code Insee | Département | Statut       | Superficie (km2) | Population (dernière pop. légale) | Densité (hab./km2) | Modifier                                    |
| --------------------------- | ---------- | ----------- | ------------ | ---------------- | --------------------------------- | ------------------ | ------------------------------------------- |
| L'Étang-Salé (ville-centre) | 97404      | La Réunion  | ville-centre | 38,65            | 14 329 (2022)                     | 371                | modifier les données · modifier les données |
| Les Avirons                 | 97401      | La Réunion  | banlieue     | 26,27            | 11 445 (2022)                     | 436                | modifier les données · modifier les données |

## Démographie
| 1968   | 1975   | 1982   | 1990   | 1999   | 2008   | 2013   | 2020   |
| ------ | ------ | ------ | ------ | ------ | ------ | ------ | ------ |
| 11 057 | 11 473 | 12 629 | 14 704 | 18 927 | 23 703 | 24 784 | 25 115 |

#### Données générales
- Unité urbaine
- Aire d'attraction d'une ville
- Aire urbaine (France)
- Liste des unités urbaines de France

#### Données démographiques en rapport avec l'unité urbaine de l'Étang-Salé
- Aire d'attraction de Saint-Paul
- Arrondissement de Saint-Pierre (La Réunion)

#### Données démographiques en rapport avec La Réunion
- Démographie de La Réunion
- Liste des unités urbaines de La Réunion